# Логинова, Диана Павловна
Диана Павловна Логинова (родилась 5 сентября 2000 года в Прокопьевске) — российская регбистка, игрок клуба «ВВА-Подмосковье» и женских сборных России по регби-15 и регби-7.

## Биография
Воспитанница ДЮСШ № 3 города Прокопьевск, первый тренер — Марат Минисламов. Начинала карьеру в клубе «Прокопчанка», выступала в Федеральной регбийной лиге за «Металлург». В настоящее время за клуб «Енисей-СТМ» на позиции защитницы. В 2019 году в составе сборной России стала бронзовым призёром чемпионата Европы по регби-15, а также бронзовым призёром летней Универсиады 2019 года по регби-7 в Неаполе (представляла Московскую международную академию).